# Saint-Amans (kanton)

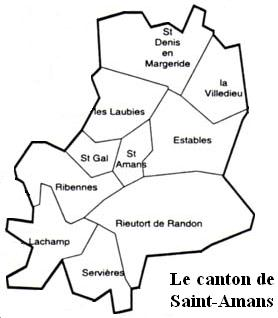
A kanton községei

Saint-Amans kanton (franciául Canton de Saint-Amans) Lozère megye északi részén fekszik, a Mende-i kerületben, központja Saint-Amans.
Területe 269,59 km², 1999-ben 1877 lakosa volt, népsűrűsége 7 fő/km². A Margeride-hegység nyugati oldalának 10 községe tartozik hozzá. A kanton valamennyi községe (és Chastel-Nouvel) tagja az 1998. december 21-én létrejött Terre de Randon Településtársulásnak (Communauté de communes de la Terre de Randon).
A kanton területének 26,6%-át (71,76 km²) borítja erdő.

## Községek
| Község neve              | Terület (km²) | Népesség (1999, fő) | Népsűrűség (1999, fő/km²) |
| ------------------------ | ------------- | ------------------- | ------------------------- |
| Estables                 | 32,88         | 171                 | 5,2                       |
| Lachamp                  | 25,89         | 142                 | 5,5                       |
| Les Laubies              | 22,80         | 147                 | 6,4                       |
| Ribennes                 | 24,97         | 172                 | 6,9                       |
| Rieutort-de-Randon       | 63,24         | 646                 | 10                        |
| Saint-Amans              | 9,98          | 133                 | 13                        |
| Saint-Denis-en-Margeride | 38,67         | 207                 | 5,4                       |
| Saint-Gal                | 9,88          | 56                  | 5,7                       |
| Servières                | 19,38         | 152                 | 7,8                       |
| La Villedieu             | 22,79         | 51                  | 2,2                       |
| Saint-Amans kanton       | 269,59        | 1077                | 7,0                       |

## Népesség
| Év   | Lakosság |
| ---- | -------- |
| 1962 | 3316     |
| 1968 | 2842     |
| 1975 | 2445     |
| 1982 | 2261     |
| 1990 | 1946     |
| 1999 | 1877     |

## Lásd még
- Lozère megye kantonjai